# Slim Agrebi
Slim Agrebi –en árabe, سليم عقربي– (nacido el 12 de enero de 1974) es un deportista tunecino que compitió en judo. Ganó cuatro medallas en el Campeonato Africano de Judo en los años 1996 y 1998.

## Palmarés internacional
| Campeonato Africano | Campeonato Africano   | Campeonato Africano | Campeonato Africano |
| Año                 | Lugar                 | Medalla             | Categoría           |
| ------------------- | --------------------- | ------------------- | ------------------- |
| 1996                | Sudáfrica (Sudáfrica) | Medalla de oro      | Abierta             |
| 1996                | Sudáfrica (Sudáfrica) | Medalla de bronce   | +95 kg              |
| 1998                | Dakar (Senegal)       | Medalla de bronce   | Abierta             |
| 1998                | Dakar (Senegal)       | Medalla de bronce   | +100 kg             |